# Frederick University Cyprus
Die Frederick Universität Zypern (englisch: Frederick University Cyprus F.U.C.) ist eine 2007 gegründete Privatuniversität in Nikosia und Limassol in der Republik Zypern. 
Die Hochschule bietet an sechs Fakultäten 42 Studienprogramme an 15 Abteilungen.

## Fakultäten
- Architektur und Kunst
- Geistes- und Sozialwissenschaften
- Ökonomie
- Gesundheitswissenschaften
- Ingenieur- und angewandte Naturwissenschaften
- Erziehungswissenschaften (Lehramt)